# كوشيرو (هوكايدو)
مدينة كوشيرو (بالإنجليزية: Kushiro)‏ هي أحد المدن التابعة لمحافظة هوكايدو. تأسست رسميًا في 11/10/2005. ويقدر عدد سكانها بـ 182263 نسمة حسب تقدير مكتب الإحصاء الياباني لعام 2012. تبلغ مساحة كوشيرو 1362.75 كم2. بكثافة سكانية تبلغ 134 نسمة/كم2.

## المناخ
يظهر الجدول التالي التغييرات المناخية على مدار السنة لكوشيرو:
| البيانات المناخية لـكوشيرو                          | البيانات المناخية لـكوشيرو | البيانات المناخية لـكوشيرو | البيانات المناخية لـكوشيرو | البيانات المناخية لـكوشيرو | البيانات المناخية لـكوشيرو | البيانات المناخية لـكوشيرو | البيانات المناخية لـكوشيرو | البيانات المناخية لـكوشيرو | البيانات المناخية لـكوشيرو | البيانات المناخية لـكوشيرو | البيانات المناخية لـكوشيرو | البيانات المناخية لـكوشيرو | البيانات المناخية لـكوشيرو |
| الشهر                                               | يناير                      | فبراير                     | مارس                       | أبريل                      | مايو                       | يونيو                      | يوليو                      | أغسطس                      | سبتمبر                     | أكتوبر                     | نوفمبر                     | ديسمبر                     | المعدل السنوي              |
| --------------------------------------------------- | -------------------------- | -------------------------- | -------------------------- | -------------------------- | -------------------------- | -------------------------- | -------------------------- | -------------------------- | -------------------------- | -------------------------- | -------------------------- | -------------------------- | -------------------------- |
| الدرجة القصوى °م (°ف)                               | 7.6 (45.7)                 | 7.9 (46.2)                 | 15.1 (59.2)                | 23.5 (74.3)                | 28.0 (82.4)                | 32.4 (90.3)                | 29.7 (85.5)                | 31.1 (88.0)                | 29.0 (84.2)                | 22.9 (73.2)                | 18.7 (65.7)                | 12.4 (54.3)                | 32.4 (90.3)                |
| متوسط درجة الحرارة الكبرى °م (°ف)                   | −0.6 (30.9)                | −0.4 (31.3)                | 2.7 (36.9)                 | 7.7 (45.9)                 | 12.0 (53.6)                | 15.2 (59.4)                | 18.6 (65.5)                | 21.2 (70.2)                | 19.7 (67.5)                | 14.8 (58.6)                | 8.7 (47.7)                 | 2.5 (36.5)                 | 10.2 (50.4)                |
| المتوسط اليومي °م (°ف)                              | −5.4 (22.3)                | −4.7 (23.5)                | −0.9 (30.4)                | 3.7 (38.7)                 | 8.1 (46.6)                 | 11.7 (53.1)                | 15.3 (59.5)                | 18.0 (64.4)                | 16.0 (60.8)                | 10.6 (51.1)                | 4.3 (39.7)                 | −1.9 (28.6)                | 6.2 (43.2)                 |
| متوسط درجة الحرارة الصغرى °م (°ف)                   | −10.4 (13.3)               | −9.9 (14.2)                | −4.9 (23.2)                | 0.3 (32.5)                 | 5.0 (41.0)                 | 9.0 (48.2)                 | 12.8 (55.0)                | 15.5 (59.9)                | 12.3 (54.1)                | 5.5 (41.9)                 | −0.8 (30.6)                | −7.1 (19.2)                | 2.3 (36.1)                 |
| أدنى درجة حرارة °م (°ف)                             | −28.3 (−18.9)              | −27 (−17)                  | −24.8 (−12.6)              | −14.1 (6.6)                | −4.6 (23.7)                | −0.4 (31.3)                | 3.3 (37.9)                 | 5.4 (41.7)                 | −2.2 (28.0)                | −6.9 (19.6)                | −15.2 (4.6)                | −25.7 (−14.3)              | −28.3 (−18.9)              |
| الهطول مم (إنش)                                     | 44.3 (1.74)                | 29.4 (1.16)                | 58.4 (2.30)                | 78.8 (3.10)                | 113.0 (4.45)               | 106.5 (4.19)               | 115.4 (4.54)               | 123.3 (4.85)               | 153.1 (6.03)               | 106.5 (4.19)               | 71.3 (2.81)                | 45.2 (1.78)                | 1٬045٫2 (41.15)            |
| متوسط تساقط الثلوج سم (إنش)                         | 54 (21)                    | 39 (15)                    | 48 (19)                    | 12 (4.7)                   | 1 (0.4)                    | 0 (0)                      | 0 (0)                      | 0 (0)                      | 0 (0)                      | 0 (0)                      | 6 (2.4)                    | 27 (11)                    | 187 (74)                   |
| متوسط أيام هطول الأمطار (≥ 0.5 mm)                  | 6.4                        | 5.4                        | 8.3                        | 8.8                        | 10.7                       | 9.7                        | 11.8                       | 11.3                       | 11.4                       | 7.9                        | 7.9                        | 7.9                        | 107.5                      |
| متوسط الأيام المثلجة                                | 15.8                       | 15.7                       | 15.6                       | 7.2                        | 0.7                        | 0                          | 0                          | 0                          | 0                          | 0.2                        | 3.8                        | 10.9                       | 69.9                       |
| متوسط الرطوبة النسبية (%)                           | 69                         | 67                         | 68                         | 77                         | 79                         | 87                         | 88                         | 88                         | 82                         | 75                         | 69                         | 67                         | 76                         |
| ساعات سطوع الشمس الشهرية                            | 182.0                      | 181.9                      | 200.6                      | 181.9                      | 188.3                      | 129.3                      | 107.4                      | 127.1                      | 149.7                      | 180.9                      | 166.6                      | 173.6                      | 1٬969٫3                    |
| المصدر #1: وكالة الأرصاد الجوية اليابانية           |                            |                            |                            |                            |                            |                            |                            |                            |                            |                            |                            |                            |                            |
| المصدر #2: وكالة الأرصاد الجوية اليابانية (records) |                            |                            |                            |                            |                            |                            |                            |                            |                            |                            |                            |                            |                            |

## توأمة
لكوشيرو (هوكايدو) اتفاقيات توأمة مع كل من:
- توتوري (4 أكتوبر 1963 - )
- بتروبافلوفسك (25 أغسطس 1998 - )
- برنابي (9 سبتمبر 1965 - )
- خولمسك (27 أغسطس 1975 - )
- يوزاوا آكيتا (4 أكتوبر 1963 - )
- أوكاياما (9 أكتوبر 1979 - )
- ياتشيو (1982 - )
- إيزومي (22 أغسطس 1989 - )
- تسورو (1 سبتمبر 1993 - )
- ناكا [الإنجليزية]‏ (2 سبتمبر 2006 - )

## أعلام
- كو ناكامورا
- كازوهيكو شيبا
- يوشيهيرو كيتازاوا
- سيجي أويدا
- ساتوشي كون